# Crambidae
Famille
Les Crambidae forment une famille d'insectes lépidoptères (« papillons »), parfois considérée comme une sous-famille des Pyralidae. Les espèces de cette famille sont de formes très variables : certaines espèces, appartenant à la sous-famille des Crambinae, ont un aspect très proche de feuilles ou d'organes végétaux ce qui les fait passer inaperçues, dans d'autres sous-familles les différentes espèces sont, au contraire, très colorées.

## Caractéristiques
Dans de nombreuses classifications, les Crambidae ont été considérés comme sur une subdivision des Pyralidae. La différence principale est située dans la structure des organes auditifs nommé le praecinctorium, celui-ci est constitué de deux membranes tympaniques chez les Crambidae et est absent chez les Pyralidae. L'une des dernières révisions les concernant (Munroe & Solis, in Kristensen (1999)) considère les Crambidae comme une famille valide.
Les larves de Crambidae percent en général les tiges des poacées (graminées) ce qui confère à de nombreuses espèces le statut d'insecte nuisible en raison des dégâts occasionnés aux cultures, comme la Pyrale du maïs (Ostrinia nubilalis), la Pyrale du riz (Chilo suppressalis) ou la Pyrale de la canne à sucre (Diatraea saccharalis). Parmi les autres ravageurs connus, cette famille contient également la Pyrale du buis (Cydalima perspectalis). À l'inverse, le crambidé Niphograpta albiguttalis est utilisé en Floride pour contrôler le développement de sa plante hôte, la Jacinthe d'eau (Eichhornia crassipes).
Ce sont pour l'essentiel des papillons « de nuit », aux mœurs nocturnes et aux ailes horizontales quand elles sont repliées.

## Systématique
En 2021, 15 sous-familles sont distinguées :
- Acentropinae Stephens, 1836
- Crambinae Latreille, 1810
- Erupinae Munroe, 1995[2]
- Glaphyriinae Forbes, 1923 (= Evergestinae Marion, 1952, Noordinae Minet, 1980[1], Cybalomiinae Marion, 1955, Cathariinae Minet, 1982[2])
- Heliothelinae Amsel, 1961
- Hoploscopinae Robinson, Tuck & Shaffer, 1994[2]
- Lathrotelinae Clarke, 1971[3]
- Linostinae Amsel, 1956
- Midilinae Munroe, 1958
- Musotiminae Meyrick, 1884
- Odontiinae Guenée, 1854
- Pyraustinae Meyrick, 1890
- Schoenobiinae Duponchel, 1846
- Scopariinae Guenée, 1854
- Spilomelinae Guenée, 1854 (= Wurthiinae Roepke, 1916, Dichocrociinae Swinhoe, 1900, Syleptinae Swinhoe, 1900)

Quelques représentants de différentes sous-familles
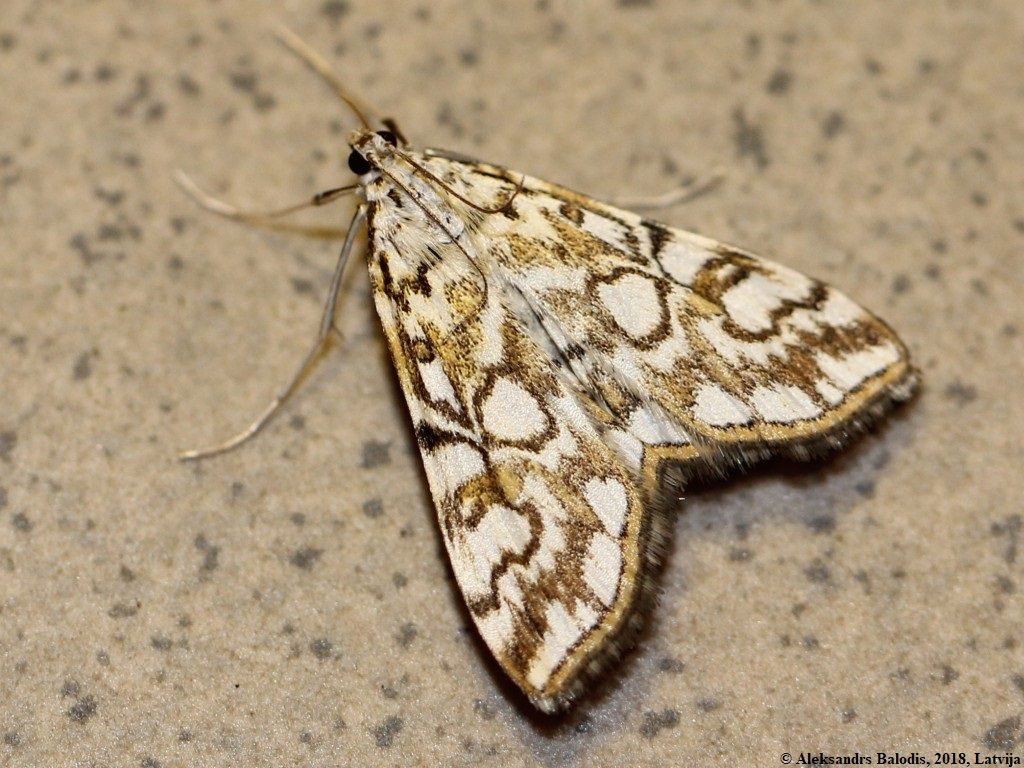
Acentropinae : Elophila nymphaeata, l'Hydrocampe du potamot
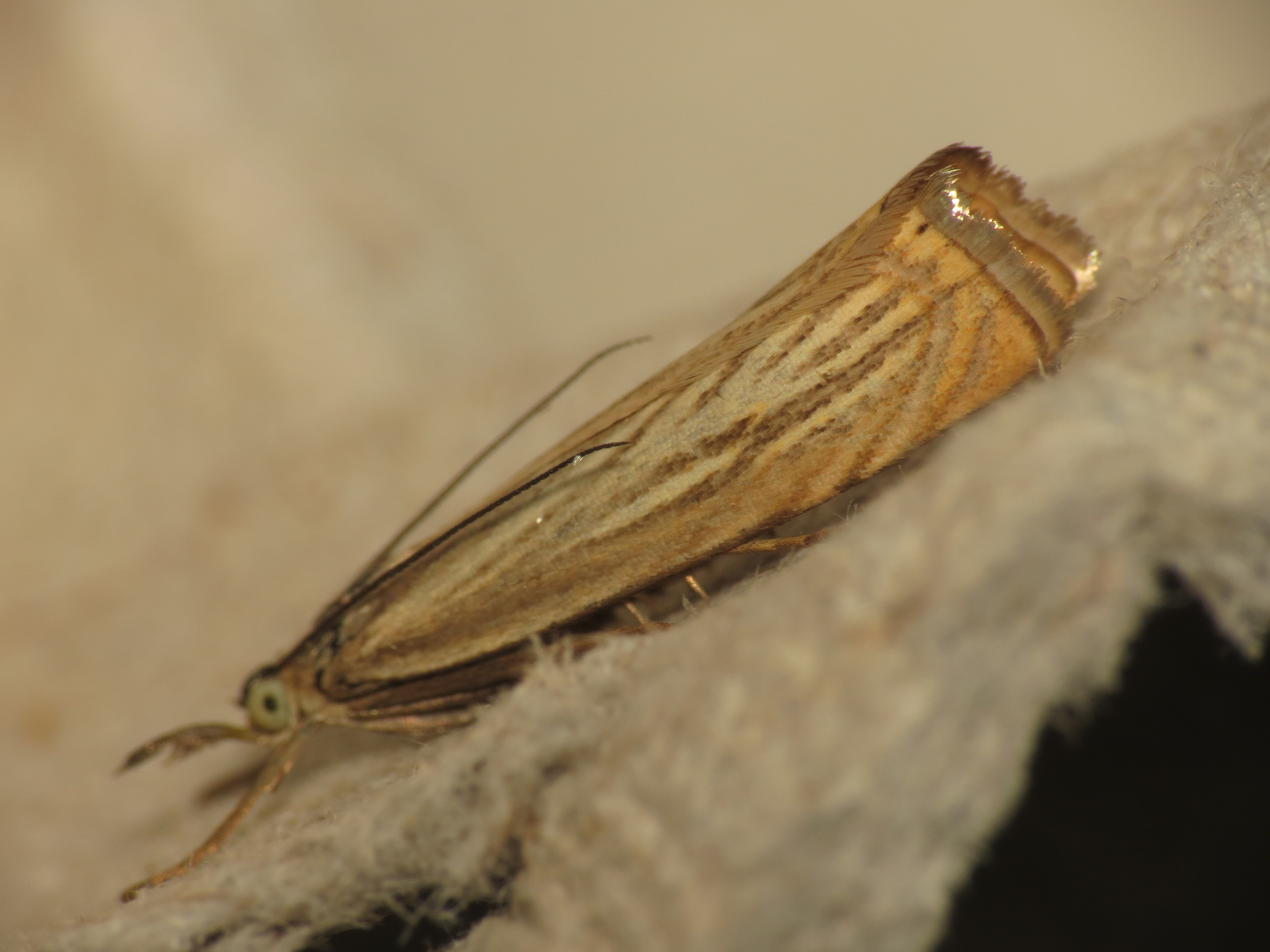
Crambinae : Chrysoteuchia culmella, le Crambus des jardins
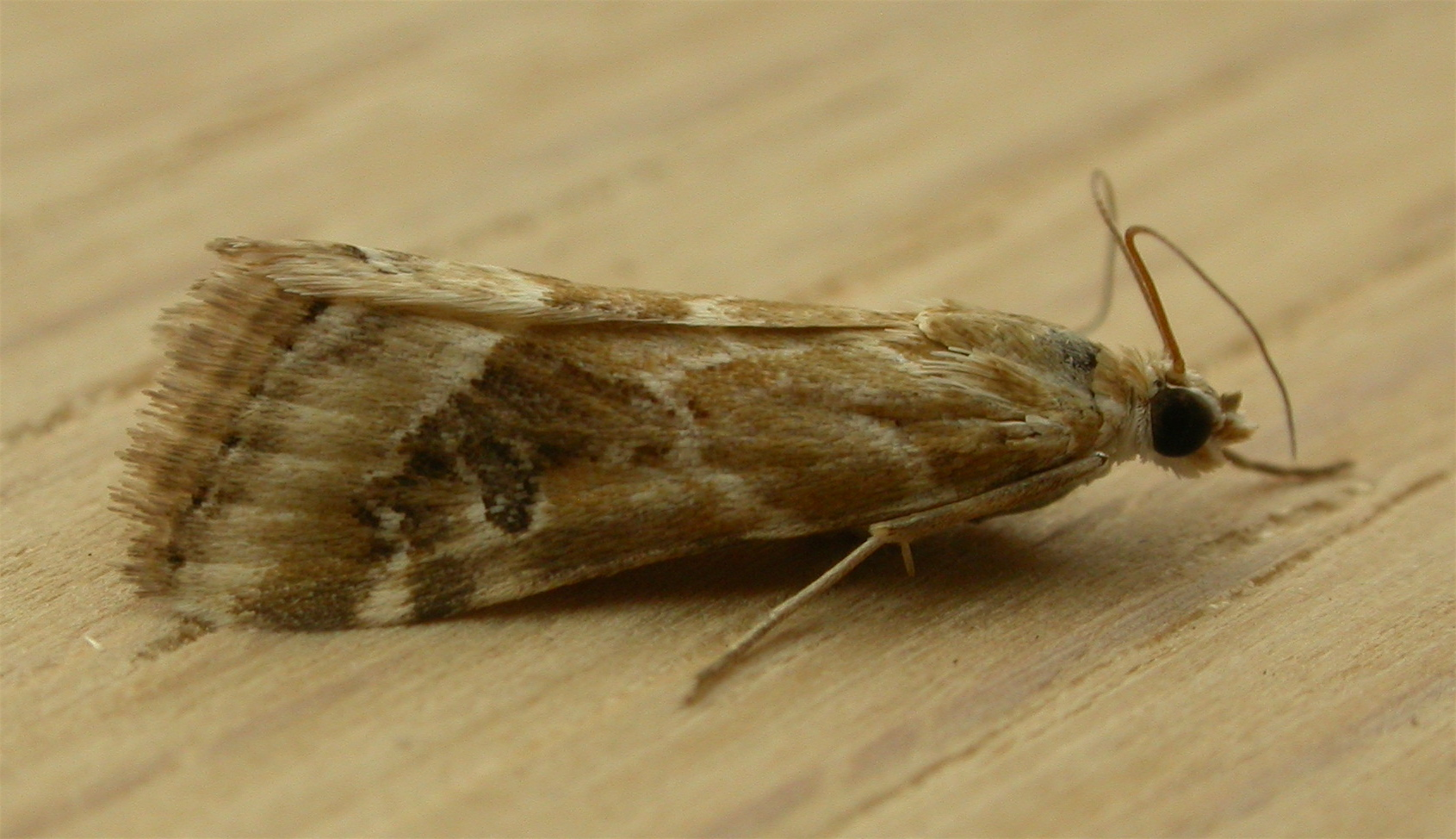
Glaphyriinae : Hellula hydralis
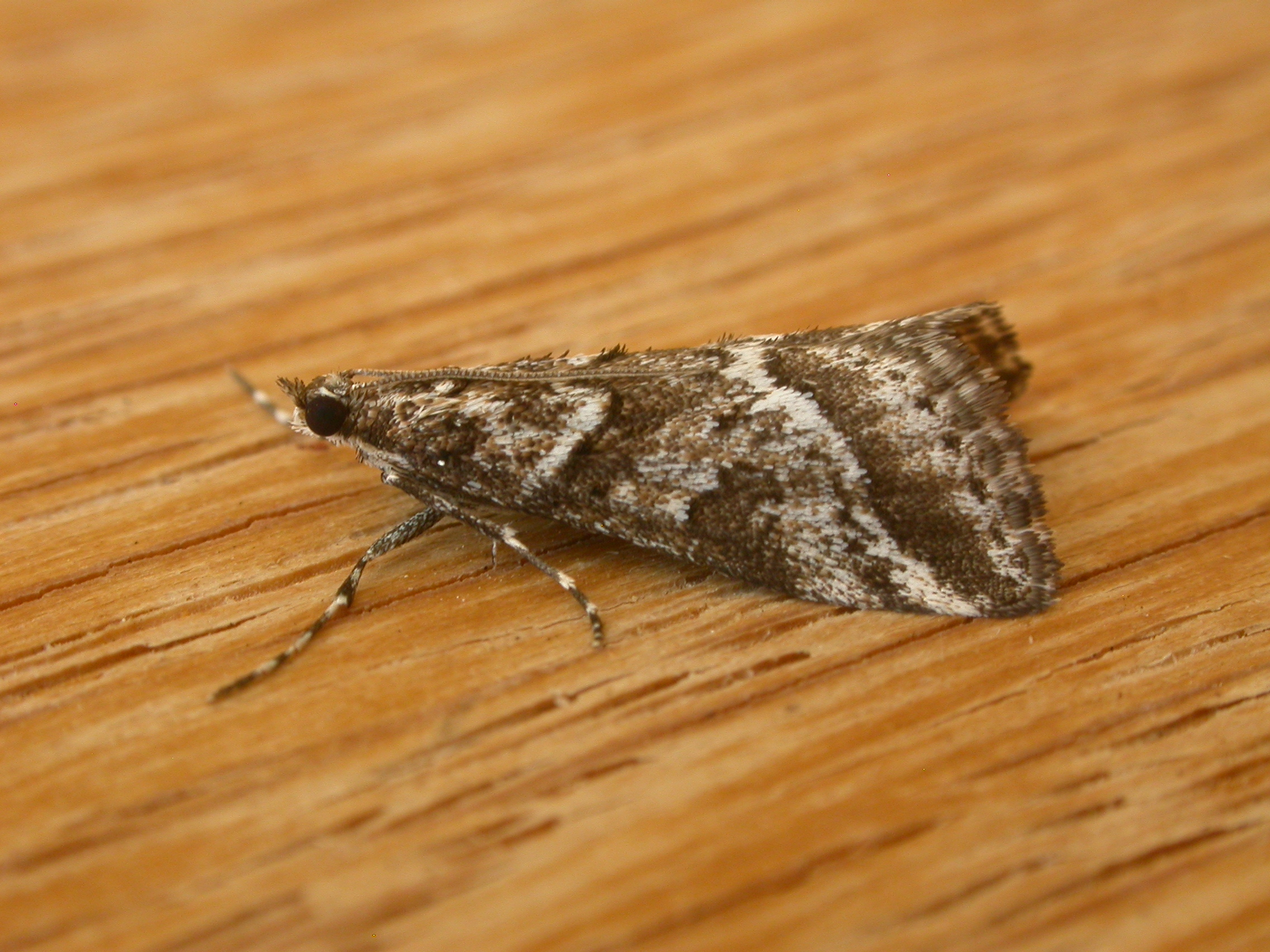
Heliothelinae : Phanomorpha dapsilis
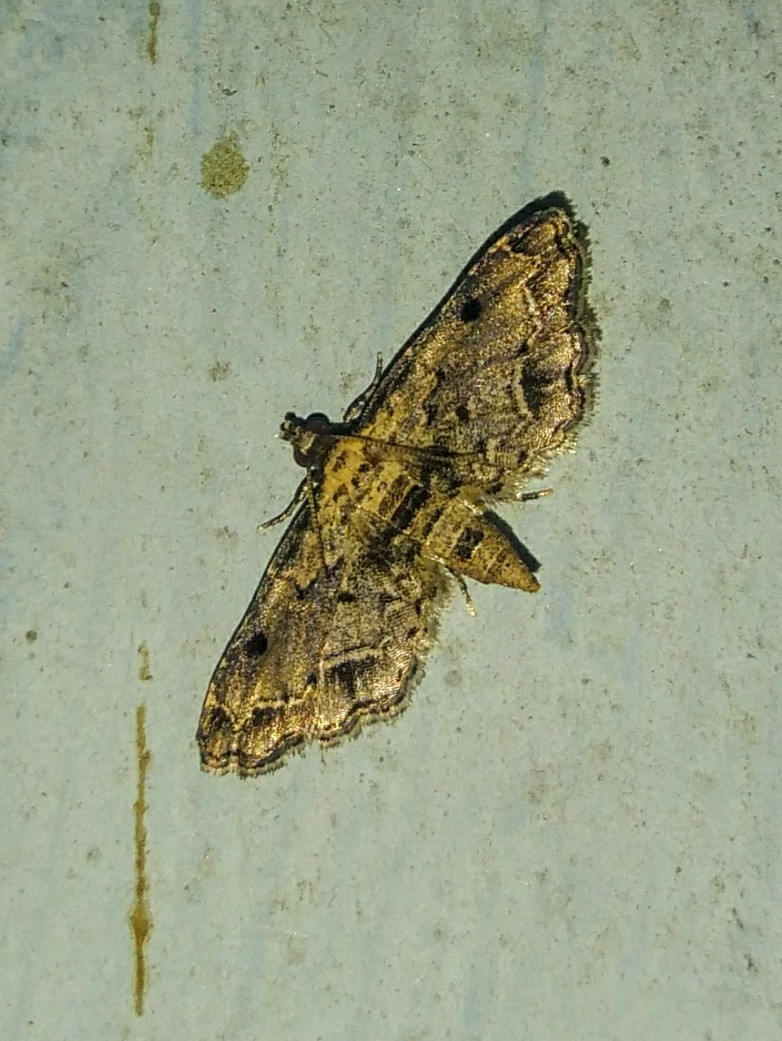
Lathrotelinae : Sufetula sp.
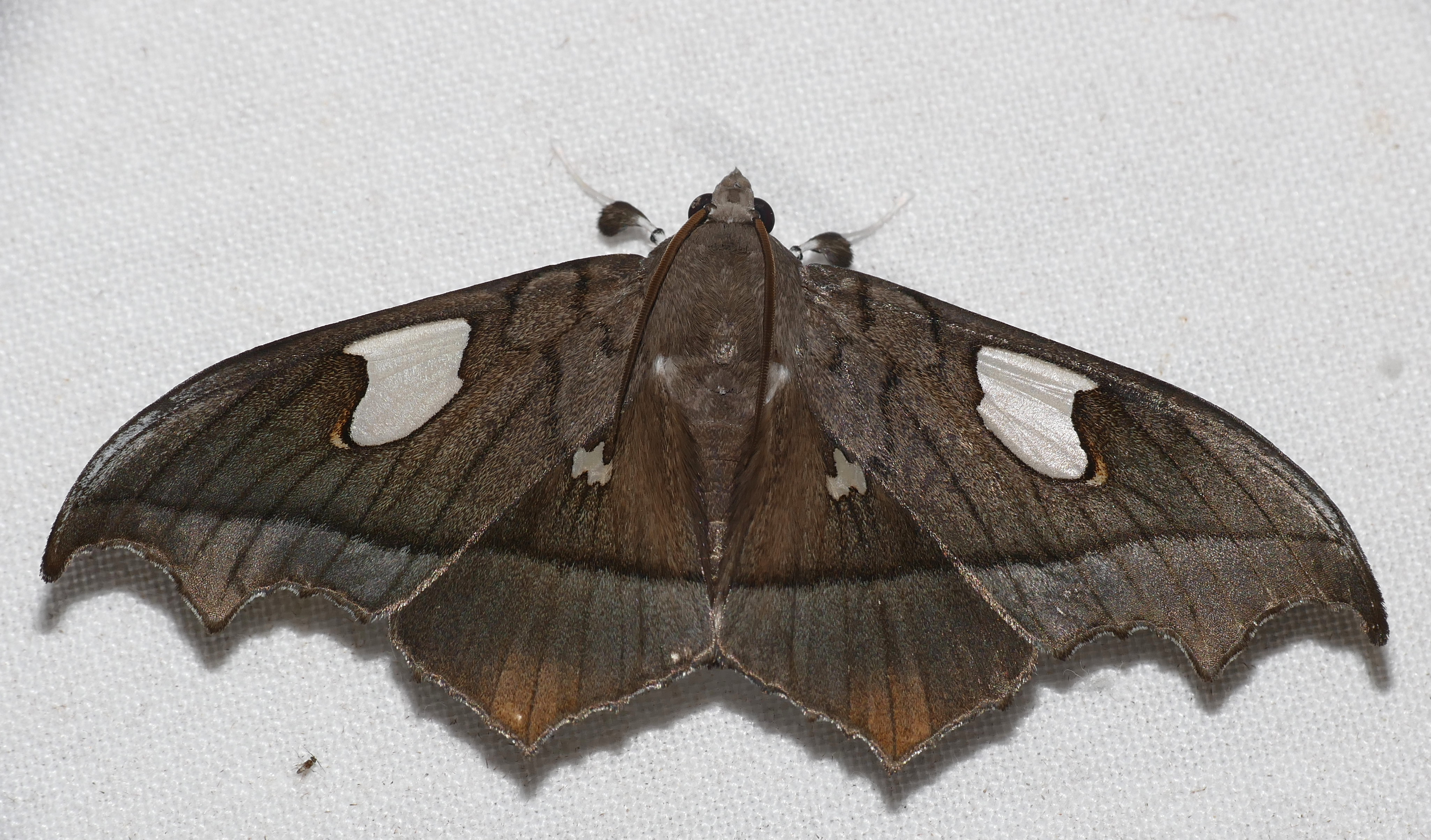
Midilinae : Midila quadrifenestrata
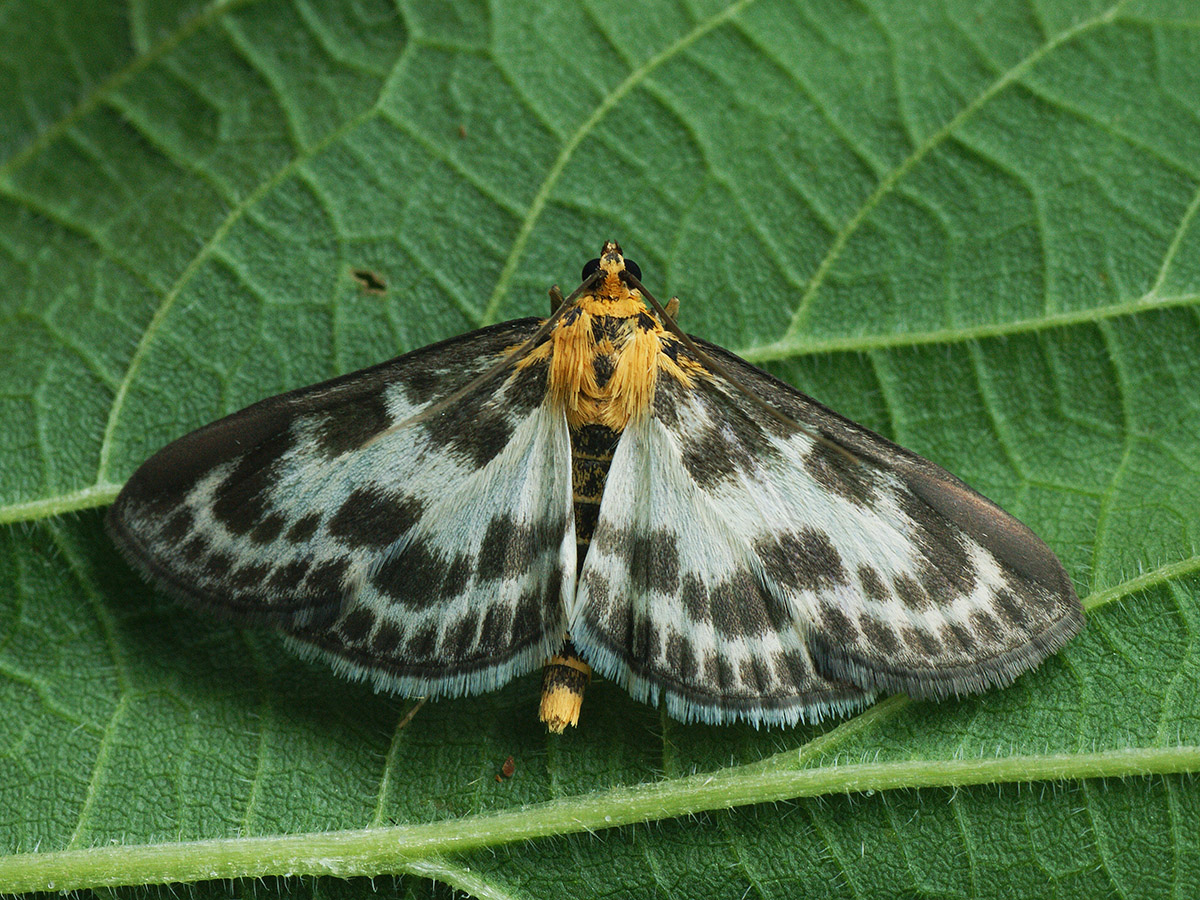
Pyraustinae : Anania hortulata, la Pyrale de l'ortie
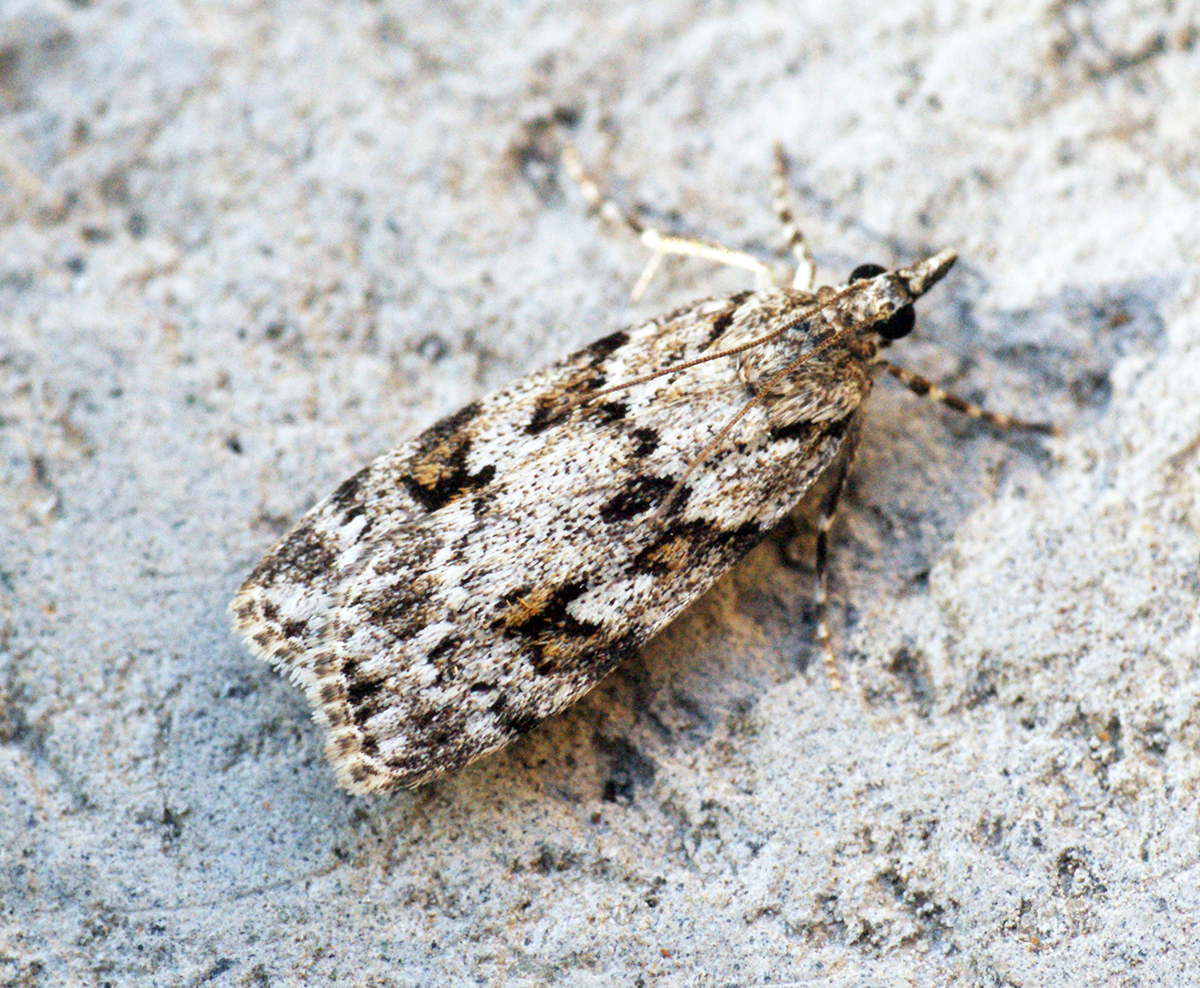
Scopariinae : Scoparia basistrigalis, l'Eudorée des bois
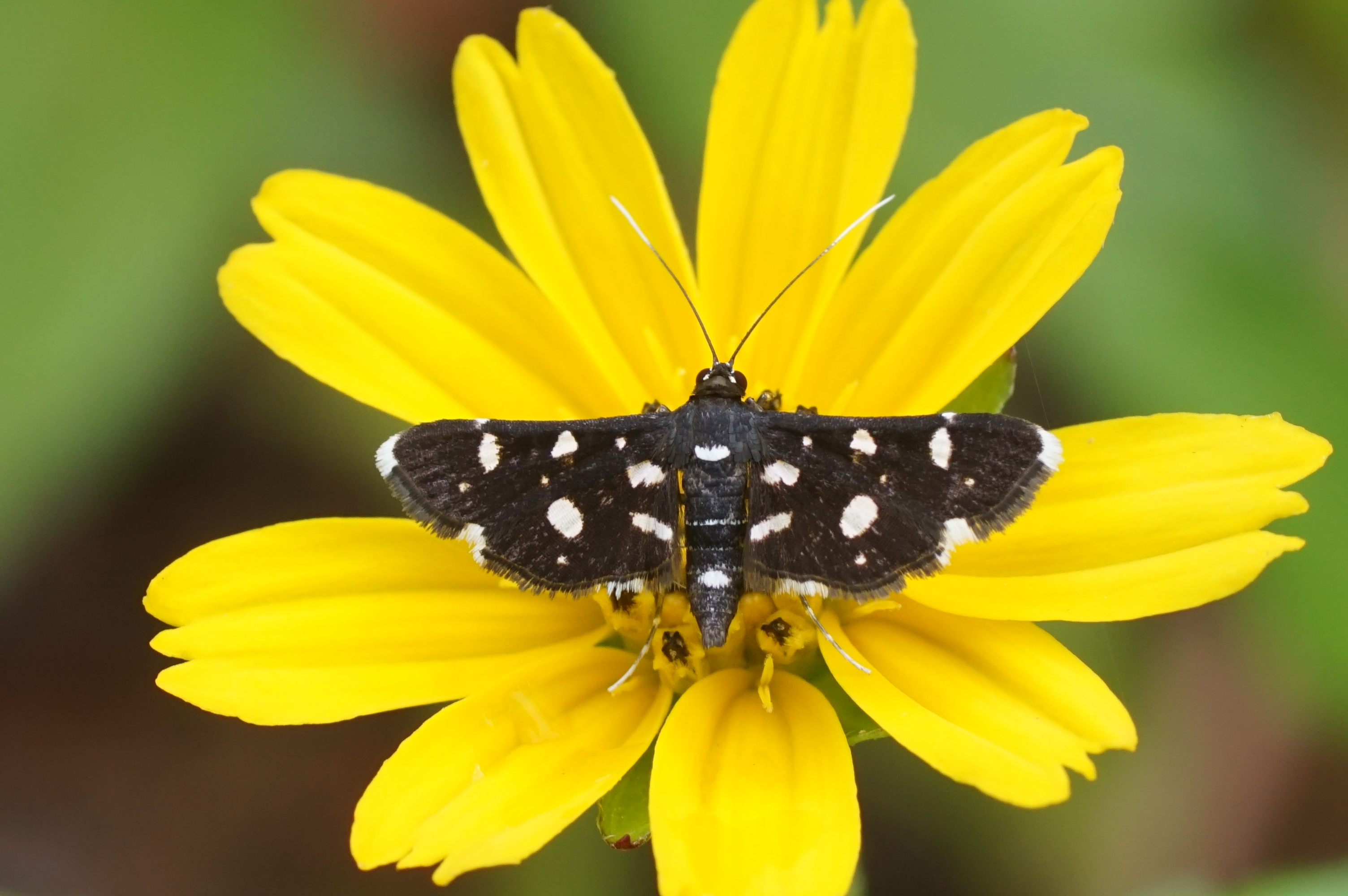
Spilomelinae : Bocchoris inspersalis

### Liste des genres
Selon GlobIZ, la base d'information sur les Pyraloidea, les genres suivants sont ainsi répartis en 2021 :